# Liste der Ortschaften im Bezirk Schärding
Die Liste der Ortschaften im Bezirk Schärding enthält die 30 Gemeinden und ihre zugehörigen Ortschaften im oberösterreichischen Bezirk Schärding. Stand Ortschaften: 1. Jänner 2022
Kursive Gemeindenamen sind keine Ortschaften, in Klammern der Status Markt bzw. Stadt. Die Angaben erfolgen im offiziellen Gemeinde- bzw. Ortschaftsnamen, wie von der Statistik Austria geführt.
- Altschwendt
  - Altenseng
  - Danrath
  - Fasthub
  - Hausmanning
  - Putzenbach
  - Rien
  - Rödham
  - Urleinsberg
  - Wohlmarch

- Andorf (Markt)
  - An der Fernstraße
  - Autzing
  - Bach
  - Basling
  - Breitenberg
  - Bruck
  - Burgerding
  - Eberleinsedt
  - Edt bei Heitzing
  - Edt beim Pfarrhof
  - Erlau
  - Gerolding
  - Getzing
  - Großpichl
  - Großschörgern
  - Haula
  - Hebertspram
  - Heitzing
  - Heitzingerau
  - Hier
  - Hof
  - Hörzberg
  - Hötzenedt
  - Hötzlarn
  - Humerleiten
  - Hutstock
  - Kleinpichl
  - Kleinschörgern
  - Kreilern
  - Kurzenkirchen
  - Laab
  - Lauterbrunn
  - Lichtegg
  - Linden
  - Lohstampf
  - Matzing
  - Mayrhof
  - Niederhartwagen
  - Niederleiten
  - Oberndorf
  - Pimpfing
  - Pram
  - Pranzen
  - Rablern
  - Radlern
  - Schärdingerau
  - Schießedt
  - Schulleredt
  - Seifriedsedt
  - Sonnleiten
  - Teuflau
  - Untergriesbach
  - Winertsham
  - Winertshamerau
  - Winteraigen

- Brunnenthal
  - Atzmanning
  - Brunnwies
  - Dobl
  - Eggersham
  - Haraberg
  - Hueb
  - Kapfham
  - Korneredt
  - Kreuzberg
  - Reikersberg
  - Wallensham

- Diersbach
  - Alfersham
  - Angsüß
  - Antersham
  - Bartenberg
  - Bernolden
  - Brunnern
  - Buchet
  - Dobl
  - Eden
  - Edenwiesen
  - Erledt
  - Etzelbach
  - Froschau
  - Großwaging
  - Gumping
  - Hartwagen
  - Herrnberg
  - Hochegg
  - Igling
  - Inding
  - Kalling
  - Kindling
  - Kobledt
  - Mayberg
  - Mitterndorf
  - Mörstalling
  - Oberedt
  - Raad
  - Schmidsedt
  - Schwabenhub
  - Sonndorf
  - Unterholzen

- Dorf an der Pram
  - Altmannsdorf
  - Augendobl
  - Außerjebing
  - Dorf
  - Großreiting
  - Habetswohl
  - Hinterndobl
  - Kleinreiting
  - Kumpfmühl
  - Lohndorf
  - Mitterjebing
  - Mundorfing
  - Natzing
  - Obernparz
  - Parting
  - Pimingsdorf
  - Roiding
  - Schacha
  - Schatzdorf
  - Stögen
  - Thalling
  - Vorderndobl
  - Weigljebing

- Eggerding
  - Edenaichet
  - Edenrad
  - Hackledt
  - Hof
  - Höribach
  - Hundshagen
  - Maasbach
  - Maihof
  - Ranseredt
  - Wernhartsgrub
  - Würm

- Engelhartszell (Markt)
  - Engelszell
  - Kronschlag
  - Maierhof
  - Oberranna
  - Ronthal
  - Saag
  - Stadl

- Enzenkirchen
  - Bimmersdorf
  - Goldberg
  - Hacking
  - Heitzing
  - Hintersberg
  - Jagern
  - Kenading
  - Kriegen
  - Landersberg
  - Matzing
  - Mühlwitraun
  - Oberantlang
  - Oberau
  - Oberhaigen
  - Oberleiten
  - Ratzenbach
  - Reiting
  - Ruprechtsberg
  - Schwarzenberg
  - Straßwitraun
  - Ungernberg

- Esternberg
  - Achleiten
  - Aug
  - Dietzendorf
  - Gersdorf
  - Hütt
  - Kiesling
  - Kösslarn
  - Lanzendorf
  - Pfarrhof
  - Pyrawang
  - Reisdorf
  - Riedlbach
  - Ringlholz
  - Schacher
  - Schörgeneck
  - Silbering
  - Unteresternberg
  - Urschendorf
  - Weeg
  - Wetzendorf
  - Winterhof
  - Zeilberg

- Freinberg
  - Anzberg
  - Haibach
  - Hanzing
  - Hinding
  - Kritzing
  - Lehen
  - Neudling
  - Saming

- Kopfing im Innkreis (Markt)
  - Au
  - Beharding
  - Dürnberg
  - Engertsberg
  - Entholz
  - Glatzing
  - Grafendorf
  - Hub
  - Kahlberg
  - Kimleinsdorf
  - Knechtelsdorf
  - Kopfingerdorf
  - Leithen
  - Matzelsdorf
  - Mitteredt
  - Neukirchendorf
  - Paulsdorf
  - Pratztrum
  - Raffelsdorf
  - Rasdorf
  - Ruholding
  - Schnürberg
  - Straß
  - Wollmannsdorf

- Mayrhof
  - Heiligenbaum
  - Oberndorf

- Münzkirchen (Markt)
  - Eisenbirn
  - Eitzenberg
  - Feicht
  - Ficht
  - Freundorf
  - Füchsledt
  - Geibing
  - Hötzenberg
  - Landertsberg
  - Ludham 
  - Prackenberg
  - Raad
  - Schießdorf
  - Wilhelming

- Raab (Markt)
  - Bründl
  - Brünning
  - Einburg
  - Gautzham
  - Großprambach
  - Kleinpireth
  - Krennhof
  - Niederham
  - Oberspitzling
  - Pausing
  - Rackersedt
  - Riedlhof
  - Thal
  - Ungering
  - Weeg

- Rainbach im Innkreis
  - Berndlsiedlung
  - Erledt
  - Haselbach
  - Hauzing
  - Hingsham
  - Höcking
  - Höretzberg
  - Kapfham
  - Korneredt
  - Ortenholz
  - Pfaffing
  - Randolfing
  - Salling
  - Sinzing
  - Steinberg
  - Sumetsrad
  - Weizenau
  - Wienering

- Riedau (Markt)
  - Achleiten
  - Bayrisch-Habach
  - Berg
  - Birkenallee
  - Habach
  - Ottenedt
  - Pomedt
  - Schwaben
  - Schwabenbach
  - Stieredt
  - Vormarkt
  - Wildhag

- Sankt Aegidi
  - Adelsgrub
  - Au
  - Breitenau
  - Dorf
  - Dornedt
  - Eben
  - Edern
  - Flenkental
  - Fraunhof
  - Grafendorf
  - Grübl
  - Gschwendt
  - Hackendorf
  - Henndorf
  - Höllau
  - Innerleiten
  - Kößlau
  - Lehen
  - Maierhof
  - Mittelbach
  - Mühlbach
  - Oberleiten
  - Panholz
  - Prünst
  - Reisedt
  - Reiting
  - Sagedt
  - Schauern
  - Steinedt
  - Straß
  - Tullern
  - Voglgrub
  - Walleiten
  - Wallern
  - Witzenedt
  - Zimmerleiten

- St. Florian am Inn (Markt)
  - Aigerding
  - Allerding
  - Badhöring
  - Bubing
  - Buch
  - Edt
  - Etzelsdorf
  - Gopperding
  - Grub
  - Haid
  - Kalchgrub
  - Oberhofen
  - Oberteufenbach
  - Otterbach
  - Pramerdorf
  - Pramhof
  - Rahaberg
  - Rainding
  - Samberg
  - Steinbach
  - Stocket
  - Unterteufenbach
  - Vielsassing

- St. Marienkirchen bei Schärding
  - Andiesen
  - Bach
  - Bernedt
  - Bodenhofen
  - Dietraching
  - Dietrichshofen
  - Edenrad
  - Großwiesenhart
  - Grub
  - Hackenbuch
  - Hackledt
  - Holzleithen
  - Hub
  - Kleinwiesenhart
  - Lindenedt
  - Niederham
  - Oberfucking
  - Singern
  - Stocket
  - Unterfucking
  - Wernhartsgrub

- St. Roman
  - Altendorf
  - Aschenberg
  - Au
  - Aug
  - Danedt
  - Ebertsberg
  - Füchsledt
  - Ginzlberg
  - Ginzldorf
  - Höll
  - Jetzingerdorf
  - Kössldorf
  - Langendorf
  - Oberndorf
  - Penzingerdorf
  - Prackenberg
  - Rain
  - Razing
  - Schnürberg
  - Simling
  - Steinerzaun
  - Vichtenstein
  - Watzing
  - Wienetsdorf

- St. Willibald
  - Aichet
  - Antlangkirchen
  - Dick
  - Geiselham
  - Geizedt
  - Kleinpireth
  - Oberantlang
  - Patrichsham
  - Wamprechtsham

- Schardenberg (Markt)
  - Achleiten
  - Asing
  - Bach
  - Dierthalling
  - Englhaming
  - Fraunhof
  - Gattern
  - Grub
  - Ingling
  - Lindenberg
  - Luck
  - Schönbach
  - Winkl

- Schärding (Stadt)
  - Allerheiligen
  - Brunnwies
  - Kreuzberg
  - Schärding Innere Stadt
  - Schärding Vorstadt

- Sigharting
  - Doblern
  - Grub
  - Hacking
  - Thal
  - Thalmannsbach
  - Unterhaigen
  - Unterholzen
  - Wurmsdobl

- Suben
  - Dorf
  - Etzelshofen
  - Roßbach
  - Schnelldorf

- Taufkirchen an der Pram (Markt)
  - Aichberg
  - Aichedt
  - Bachschwölln
  - Baumgarten
  - Berg
  - Berndobl
  - Brauchsdorf
  - Brunedt
  - Eggenberg
  - Feicht
  - Furth
  - Furth-Pfaffing
  - Gadern
  - Gmeinau
  - Haberedt
  - Höbmannsbach
  - Höbmannsdorf
  - Holzing
  - Igling
  - Jechtenham
  - Kalchgrub
  - Kapelln
  - Kleinwaging
  - Laufenbach
  - Leoprechting
  - Maad
  - Oberpramau
  - Pfaffingdorf
  - Pram
  - Schratzberg
  - Schwendt
  - Sonndorf
  - Unterpramau
  - Wagholming
  - Wimm
  - Windten
  - Wolfsedt

- Vichtenstein
  - Kasten
  - Wenzelberg

- Waldkirchen am Wesen
  - Aichberg
  - Atzersdorf
  - Buchen
  - Dankmairing
  - Edt
  - Erledt
  - Graben
  - Hundorf
  - Kager
  - Kühdoppl
  - Mühlberg
  - Oberngrub
  - Ort
  - Pasching
  - Ratzling
  - Saulehen
  - Schickedt
  - Schützenedt
  - Sittling
  - Straß
  - Voredt
  - Vornwald
  - Waldkirchen
  - Wesenufer
  - Wimm

- Wernstein am Inn
  - Amelreiching
  - Edt
  - Entholz
  - Göpping
  - Grub
  - Hofötz
  - Kinham
  - Linden
  - Lindenberg
  - Öhret
  - Rutzenberg
  - Sachsenberg
  - Schafberg
  - Stöbichen
  - Wibling
  - Wimberg
  - Zwickledt

- Zell an der Pram
  - Aiglbrechting
  - Bernetsedt
  - Blümling
  - Brandesleiten
  - Dobl
  - Dorf
  - Eichberg
  - Fuckersberg
  - Gmeinedt
  - Habekendobl
  - Hellwagen
  - Holzedt
  - Hub
  - Jebling
  - Krena
  - Obergriesbach
  - Ornetsedt
  - Point
  - Reischenbach
  - Schwarzgrub
  - Sienleiten
  - Stögen
  - Tischling
  - Weireth
  - Wiesing
  - Wildhag
  - Willing
  - Würting